# O kärleksrike Gud
O kärleksrike Gud är en psalm med text skriven av Johan Olof Wallin efter en text av August Hermann Niemeyer.

## Publicerad i
- 1819 års psalmbok som nr 296 under rubriken "Kristligt sinne och förhållande - I allmänhet: Förhållandet till oss själva och nästan: Nöjets rätta bruk".[1]